# Lepidoblepharis colombianus
Lepidoblepharis colombianus är en ödleart som beskrevs av  Mechler 1968. Lepidoblepharis colombianus ingår i släktet Lepidoblepharis och familjen geckoödlor. IUCN kategoriserar arten globalt som otillräckligt studerad. Inga underarter finns listade i Catalogue of Life.